# Flora Ilustrada Catarinense
Flora Ilustrada Catarinense (abreviado Fl. Ilustr. Catarin.) es un libro con ilustraciones y descripciones botánicas que fue escrito por el religioso, botánico e historiador brasileño; Raulino Reitz. Fue publicado en Itajai, Brasil en el año 1965.
Flora Ilustrada Catarinense es un trabajo botánico que tiene como objetivo registrar y tratar taxonómicamente todas las especies vegetales (autóctonas y exóticas) presentes en el estado de Santa Catarina, sur de Brasil.
La obra en su conjunto se divide en cinco partes. La primera parte (llamadas "Plantas") se ocupa de las especies que se encuentran en el estado, y se publican en libros individuales de acuerdo a la familia botánica a la que pertenecen. Cada número se ocupa de los tratamientos taxonómicos de un conjunto de familia botánica o parte de ella (la familia Myrtaceae, por ejemplo, se publicó en diez partes). La segunda parte ("Las zonas fitogeográficas"), tercera ("Las asociaciones de plantas") y cuarta ("Historia: Herbario Barbosa Rodrigues. Galería de Botánicos Colaboradores) parte de la obra no ha sido publicada. La quinta parte ("mapa fitogeográfico") aporta un mapa con las divisiones fitogeográficas del estado de Santa Catarina.
El trabajo para la Flora Ilustrada Catarinense comenzó en 1951 cuando el sacerdote y botánico Raulino Reitz (1919-1990), quien fue el primer editor de la obra, llevó a cabo una expedición en la región de la Laguna, Santa Catarina, para las colecciones botánicas. Raulino Reitz fue el editor de la Flora Ilustrada Catarinense desde 1965 hasta 1989 y, con su muerte, Ademir Reis se convirtió en el nuevo editor (desde 1996). Desde su creación, la Flora Ilustrada Catarinense ha sido publicada por Herbário "Barbosa Rodrigues" (HBR), ubicado en Itajaí, Santa Catarina, que es la misma institución responsable de la publicación de la revista científica Sellowia.
Hasta 2005 se habían publicado 183 temas relacionados 158 familias, 910 géneros y 3840 especies (nativas y exóticas presentes en el Estado).

## Publicación
I Parte - As plantas
- Acantáceas - Achatocarpáceas - Aizoáceas - Amarantáceas - Anacardiáceas - Apocináceas (parte 1, 2) - Aquifoliáceas - Araucariáceas (parte 1, 2) - Aristoloquiáceas - Aspidiáceas - Aspleniáceas - Balanoforáceas - Balsamináceas - Baseláceas - Begoniáceas - Berberidáceas - Bignoniáceas - Bixáceas - Blechnáceas - Bombacáceas - Boragináceas - Bromeliáceas - Burseráceas - Buxáceas - Cactáceas - Caliceráceas - Campanuláceas - Cannáceas - Cannabáceas - Caneláceas - Caricáceas - Casuarináceas - Caprifoliáceas - Ciateáceas - Cicadáceas - Ciclantáceas - Cistáceas - Clethráceas - Clorantáceas - Combretáceas - Compuestas (parte 1, 2, 3, 4, 5) - Connaráceas - Cornáceas - Chrysobalanáceas - Cupressáceas - Cunoniáceas - Davaliáceas - Dileniáceas - Dioscoreáceas - Droseráceas - Ebenáceas - Eleocarpáceas - Equisetáceas - Ericáceas - Eriocauláceas - Eritroxiláceas - Escrofulariáceas - Esquisetáceas - Esterculiáceas - Estiracáceas - Euforbiáceas - Fagáceas - Fitolacáceas - Flacourtiáceas - Gencianáceas - Ginkgoáceas - Gleiqueniáceas - Goodeniáceas - Gramíneas (parte 1, 2, 3, 4) - Gunneráceas - Haloragáceas - Heliconiáceas - Hidrofiláceas - Himenofiláceas - Hipericáceas - Hipocrateáceas - Humiriáceas - Isoetáceas - Juglandáceas - Labiadas (parte 1) - Lauráceas (parte 1, 2) - Lecitidáceas - Leguminosas (parte 1: Mimosóideas) - Lentibulariáceas - Limnocaritáceas - Lináceas - Litráceas - Loasáceas - Loganiáceas - Lorantáceas - Magnoliáceas - Maiacáceas - Maratiáceas - Martiniáceas - Marcgraviáceas - Marsiliáceas - Meliáceas - Meniantáceas - Menispermáceas - Miristicáceas - Mirtáceas (parte 1, 2, 3, 4, 5, 6, 7, 8, 9, 10) - Molugináceas - Monimiáceas - Nictagináceas - Ofioglossáceas - Olacáceas - Onagráceas - Osmundáceas - Oxalidáceas - Palmeiras - Pandanáceas - Parkeriáceas - Passifloráceas - Pináceas - Piperáceas (parte 1, 2, 3) - Plagiogiriáceas - Plantagináceas - Platanáceas - Plumbagináceas - Podostemáceas - Poligaláceas - Polipodiáceas - Pontederiáceas - Portulacáceas - Primuláceas - Psilotáceas - Pteridáceas - Punicáceas - Quiináceas - Raflesiáceas - Ramnáceas - Ranunculáceas - Rizoforáceas - Rosáceas - Rubiáceas (parte 1, 2) - Rutáceas - Salicáceas - Salviniáceas - Santaláceas - Sapindáceas - Sapotáceas - Saxifragáceas - Scheuzeriáceas - Simarubáceas - Solanáceas - Taxodiáceas - Tamaricáceas - Tifáceas - Timeleáceas - Trigoniáceas - Triuridáceas - Tropeoláceas - Turneráceas - Umbelíferas - Vitariáceas - Voquisiáceas - Winteráceas - Xyridáceas

Clave de las familias de Brasil espermatofíticas
Clave de las familias de helechos en el sur de Brasil
Parte IV - HistoriaPlan de Colección
Inédito (hasta 2005)
Parte I - Plantas
En 2005, faltaban 63 familias para ser publicadas en la Parte I de la flora ilustrada de Santa Catarina.
Parte II - Las zonas fitogeográficas
Parte IV - Historia, "Barbosa Rodrigues Herbario". Galería de Empleados botánicos